# 広部俊明
広部 俊明（ひろべ としあき、1965年4月29日 - ）は、日本の水中探検家。本名は旧字体の廣部（ひろべ）。

## 概要
1986年に友人らと結成したロックバンド「夢工場」（1988年に「The Blimp Club」と改名）のボーカルでもある。HERO-β名義でソロアーティストとしても活動している。マリンドリーム夢塾オーナーガイド。沖縄県恩納村在住 。

## 人物
- 東京都世田谷区出身。世田谷区立山野小学校、渋谷区立代々木中学校、日本大学鶴ヶ丘高等学校、日本大学文理学部応用物理学科卒業。
- 水中カメラマン、水中探検家、ダイビングインストラクターとしての肩書きを持つ。
- 1998年、沖縄県恩納村、万座毛の近海水深28m地点で[2]、海底鍾乳洞の入り口を発見。2003年までの調査により総延長640メートルの[3]日本最大級の水中鍾乳洞と判明。「広部ガマ」と命名された。
- 2018年10月、鹿児島県徳之島天城町に日本最大級とみられる水中鍾乳洞を発見。2019年までの調査で、広部ガマよりも長く、700メートル以上あることが分かっている。調査を続行するため、クラウドファンディングで費用を募った[4]。

## 来歴
- 1981年、同級生とバンド「HOTCAKE」を結成。
- 1983年、同バンドで出場したYOKOHAMA HIGH SCHOOL HOT WAVE FESTIVALの決勝で人気を獲得。
- 1986年「コミュニケーションカーニバル 夢工場'87」のテーマソングを歌うことになり、バンド名を「夢工場」と改名。同年8月5日、ポニーキャニオンよりシングル「フォトジェニック・エンジェル」でメジャーデビュー。ボーカル担当。
- 1988年、「夢工場'87」の閉幕にあわせバンド名を「The Blimp Club」と改名し、音楽活動を継続。その頃より以前から興味を抱いていたスキューバダイビングのライセンスを獲得。インストラクタートレーナーまで取得。
- 1995年、沖縄に移住。その後、ダイビングショップを開業。
- 1996年、ポイントを開発し始め　水中探検家の活動を始める
- 1998年、沖縄県恩納村にて日本最大級の海底鍾乳洞「広部ガマ」を発見。
- 1999年から2002年にかけて恩納村で５つの海底鍾乳洞を発見
- 2000年からTBSビジョンの水中ライブラリーを担当
- 2007年から2013年までCSテレ朝チャンネルで　「水中探検家広部俊明が行く海からのメッセージ」を撮影と出演
- 2010-2011年、アニメジャパンフェス・冬の陣に出演　Live Bar X.Y.Z.→A 　新横浜BELL'S　などで多数LIVEを開催し、 2011年4月16日にはバンド結成30周年＆デビュー25周年記念ライブ「夢工場2011」と銘打ち「赤坂ブリッツ」でライブを開催した。
- 2015年　南極の水中を撮影
- 2018年10月、鹿児島県徳之島天城町に自らの記録を塗り替える日本最大級の水中鍾乳洞発見。
- 2020年　沖縄島と宮古島の間で幻の島を探索、かつて陸上にあった証拠発見
- 2021年　沖縄某所で日本最大級の地底湖発見（未発表）
- 2021年3月6日、バンド結成40周年記念ライブ『The Blimp Club 40th Anniversary Live「夢工場2021」』が無観客スタジオライブで敢行、有料配信を行った。
- 2021年　YouTubeチャンネル　水中探検家広部俊明のWater world　開局
- 2021年　ウンブキ調査の番組がルミエール賞のグランプリ獲得
- 2022年　沖縄某所で新たな水中洞窟で歴史の遺物発見（未発表）、琉球大学理工学部海洋地質学非常勤講師就任（現在は退任）
- 2023年　日本初のテクニカルダイビング団体　㈱ATA　共同設立
- 2025年１月現在　総ダイビング本数20428本

## 家族・親族
2011年5月5日、約2年の交際を経て、女優の羽田美智子と結婚。広部の生活の拠点としている沖縄と、羽田が仕事の拠点としている東京とを行き来する、云わば通い婚のような生活を続けた。2017年に離婚していたことを2018年3月に発表した。
父は薬学者で東京大学名誉教授の廣部雅昭。母の廣部千恵子が美智子上皇后と従姉妹にあたるため、俊明と今上天皇は再従兄弟にあたる。

## テレビ出演

### 水中探検家、水中カメラマンとして出演した番組

#### レギュラー番組
- 海からのメッセージ（テレ朝チャンネル）
- 本気釣り（テレ朝チャンネル）

#### 単発出演番組
- 夢の扉 〜NEXT DOOR〜
- 今守るべき世界の海の仲間たち
- ガラパゴスからのメッセージ
- ニュースプラス1
- 総延長648メートル 知られざる沖縄海底鍾乳洞をゆく
- 昭和からのメッセージ
- 海の日スペシャル 水中探検家が巡る インドネシア 至福の海（2013年7月15日、BS朝日）
- 海の日スペシャル 水中探検家が巡る フィリピンの海 小さな生物たちの楽園（2014年7月21日、BS朝日）
- クレイジージャーニー（2016年2月18日、TBSテレビ）
- 爆報! THE フライデー（2016年7月29日、TBS）

### 夢工場として出演した番組
- ザ・ベストテン
- 夜のヒットスタジオ
- オールナイトフジ
- ミュージックステーション
- 正義の味方株式会社
- ブラボー夢工場
- てれび夢組
- 夕やけニャンニャン
- たけし軍団!ヒット&ビート
- プレステージ
- MAHARAJA夢工場in武道館

## 著書
- 『体験ダイビングをやろう』（2005年、誠文堂新光社、ISBN 978-4416805275）
- 『海の中の色 』（2016年、ブルーアース　電子書籍のみ発行）
- 『南極の風景: アルゼンチンからペンギンのいる海へ』（2016年、ブルーアース　電子書籍のみ発行）
- 『Monochrome mermaid』（2017年、AinaPal地域振興会）（電子書籍のみ発行）
- 『すばらしき恩納の海』（日本財団）[要出典]
- 『クマノミのおさんぽ： ぴっかぴかえほん』（2017年、ムック ）

## 写真展
- すばらしき恩納の海

## 歌手としての活動

### 夢工場時代

#### シングル
- フォトジェニック・エンジェル （「夢工場'87 」テーマソング）
- ひとりぼっちのデュエット （アニメ「タッチ」のオープニング ）
- 君をとばした午後 （アニメ「タッチ」のエンディング ）
- 夢騎士（「正義の味方株式会社」テーマソング）
- 舌打ちのマリア（アニメ「陽あたり良好!」のエンディング ）
- 千夜一夜（アラビアンナイト）を渡れ（「夢工場'87 」テーマソング、「テレビ夢組」テーマソング）

#### アルバム
- ICHI-BAN!
- My collection

### The Blimp Club（ブリンプクラブ）時代

#### シングル
- SAIL AWAY（ボードセイリングイメージソング）

#### アルバム
- LOVE＆LOVE＆LOVER
- 10th Anniversary~バンド結成10周年記念アルバム

### ソロ（HERO-β）時代

#### アルバム
- 未来を見つめて